# Strobilanthes hamiltoniana
Strobilanthes hamiltoniana är en akantusväxtart som först beskrevs av Steudel, och fick sitt nu gällande namn av J. Bosser och H. Heine. Strobilanthes hamiltoniana ingår i släktet Strobilanthes och familjen akantusväxter. Inga underarter finns listade i Catalogue of Life.